# Catalina Cruz
Catalina Cruz, nome artístico de Jennifer Zambach (Cleveland, 13 de Setembro de 1979) é uma modelo e actriz pornográfica americana, também conhecida pelo nome de Jenna Z.

## Biografia
Começou a sua carreira como modelo fitness e acreditada pelo nome artístico de JennaZ, mas após ter trabalhado dois anos em revistas como a Ironman, Musclemag e American Curves, Catalina decidiu dar um novo passo na sua carreira. Tornou-se actriz pornográfica. Catalina sempre confessou sentir-se atraída com a pornografia, afirmando que ao contrário da maioria das actrizes, ela não faz filmes por dinheiro, mas pelo simples prazer do sexo.

## Prêmios
- AVN Award de 2009 (vencedora) – Web Starlet of the Year[2]
- XBIZ Award de 2009 (nomeada) – Web Babe/Starlet of the Year[3]
- XBIZ Award de 2010 (nomeada) – Web Babe of the Year[4]
- AVN Award de 2011 (nomeada) – Best Web Star[5]